# Рангітикеї
Рангітикеї (англ. Rangitīkei River) — річка, одна з найдовших водних артерій Нової Зеландії, її довжина становить 253 кілометри. Протікає в регіоні Манавату-Вангануї на Північному острові країни. Починаючи свій витік у хребті Кайманава, та впадає в Тасманове море.

## Географія
Витік річки знаходяться на південний схід від озера Таупо у гірському хребті Кайманава, на висоті 1380 метрів над рівнем моря (39°4′46.99″ пд. ш. 176°1′48.83″ сх. д. / 39.0797194° пд. ш. 176.0302306° сх. д.). Вона тече від Вулканічного плато на південь повз населені пункти Тайгапе, Мангавека, Гунтервілль, Мартон і Буллс і біля поселення Тангімоана впадає в бухту Південний Таранакі Тасманового моря Тихого океану, за 40 км на південний схід від міста Вангануї. Річка дає назву навколишньому округу Рангітикеї. Довжина річки становить 253 км. За цим показником вона посідає 5-те місце серед річок Нової Зеландії. Площа басейну — 3948nbsp;км². Повне падіння рівня русла становить 1380 м, що відповідає похилу — 5,45 м/км. Рангітикеї несе невеликий об'єм води порівняно з іншими великими річками Нової Зеландії, її середня витрата води становить близько 66 м³/сек
У 1897 році річка розлилася, і всі мости через неї (Вінегар-Гілл, Онепугі, залізничний міст Какарікі та Буллс) були пошкоджені або зруйновані. Порт Рангітикеї, в гирлі річки, також був змитий і ніколи більше не відновлювався. Інші помітні повені були в 1882, 1917, 1936, 1958, 1965 та 2004 роках. До 1908 року пором сполучав поселення Тангімоану зі Скоттс-Феррі. Міст Онепугі, або Онепуегу, був зображений на карті 1941 року, але відсутній на картах 1968 року та пізніших. Наступний настил для мосту Онепугі довжиною 246 метрів було запропоновано змонтувати у 1958 році.
Скелі, які демонструють ізотопні стадії кисню, були врізані в м'які четвертинні, морські відкладення віком від 2,6 до 1,7 мільйонів років, оскільки суша піднялася після останнього льодовикового періоду. Підняття суші залишило 19 терас, які були нанесені на карту.
Частина річки була використана як річка Андуїн у фільмі Пітера Джексона «Володар перснів: Братство персня».

## Туризм
Річка є популярним місцем відпочинку та розваг при катанні на гідроциклах, рафтингу, каякінгу та риболовлі, а також має громадські табори вздовж її берегів, у тому числі Вінегар Гілл. Стрімкі вертикальні «паапа» — глиняні скелі річкових берегів (унікальні для цієї частини Нової Зеландії) і глибокі каньйони створюють ідеальне місце для пригодницьких розваг, таких як банджі-джампінг і катання на летючих лисицях (політ на тролеї).

## Фауна
По всій річковій системі водиться райдужна (Oncorhynchus mykiss), і струмкова (Salmo trutta) форель, при цьому риба у верхній течії досягає трофейного розміру (тобто більше 4,5 кг) із середнім показником для решти системи приблизно від 1,5 до 2 кг. Чисельність риби велика по всій річковій системі, хоча у верхній течії кількість риби на 1 кілометр довжини менша. Але це компенсується більшою якістю та розміром риби в цих місцях.

## Підвісний міст Спрінгвейл
Підвісний міст Спрінгвейл перетинає річку Рангітикеї на дорозі Тайгапе–Напір (відомій як Ніжна Енні). Він розташований на плато Нгаматеа поблизу сільської громади Нгамаганга, за 41 км на північний схід від поселення Тайгапе, та за 111 км на захід від міста Нейпіра. Він був побудований для підтримки сільського господарства, яке зросло у внутрішньому регіоні Патея після Першої світової війни та необхідності транспортування худоби та вовни до порту Нейпір. Міст був спроєктований інженером округу Рангітикеї Сіднеєм Майром і побудований Вільямом Солтом. Будівництво почалося в 1923 році, міст був відкритий в 1925 році і став відомий як міст Рангітикеї або міст Еревгон за назвою фермерського кварталу. Назва Спрінгвейл походить від сусідньої овечої ферми. Міст був замінений сусіднім новим мостом Каллендера-Гамільтона у 1970 році, оскільки вже більше не міг витримувати перевезення важких вантажівок. Як ранній приклад підвісного мосту із залізобетонними вежами, його важливість для інженерної спадщини була визнана Спадщиною Нової Зеландії і було визначено його як історичне місце категорії II.
Міст має проліт 61 м, який підтримується бетонними вежами висотою 7 м з обох кінців. Настил мосту зроблений з дерева і має одну смугу руху шириною 2,4 м.

## Галерея

Підвісний міст Спрінгвейл у січні 2022 року
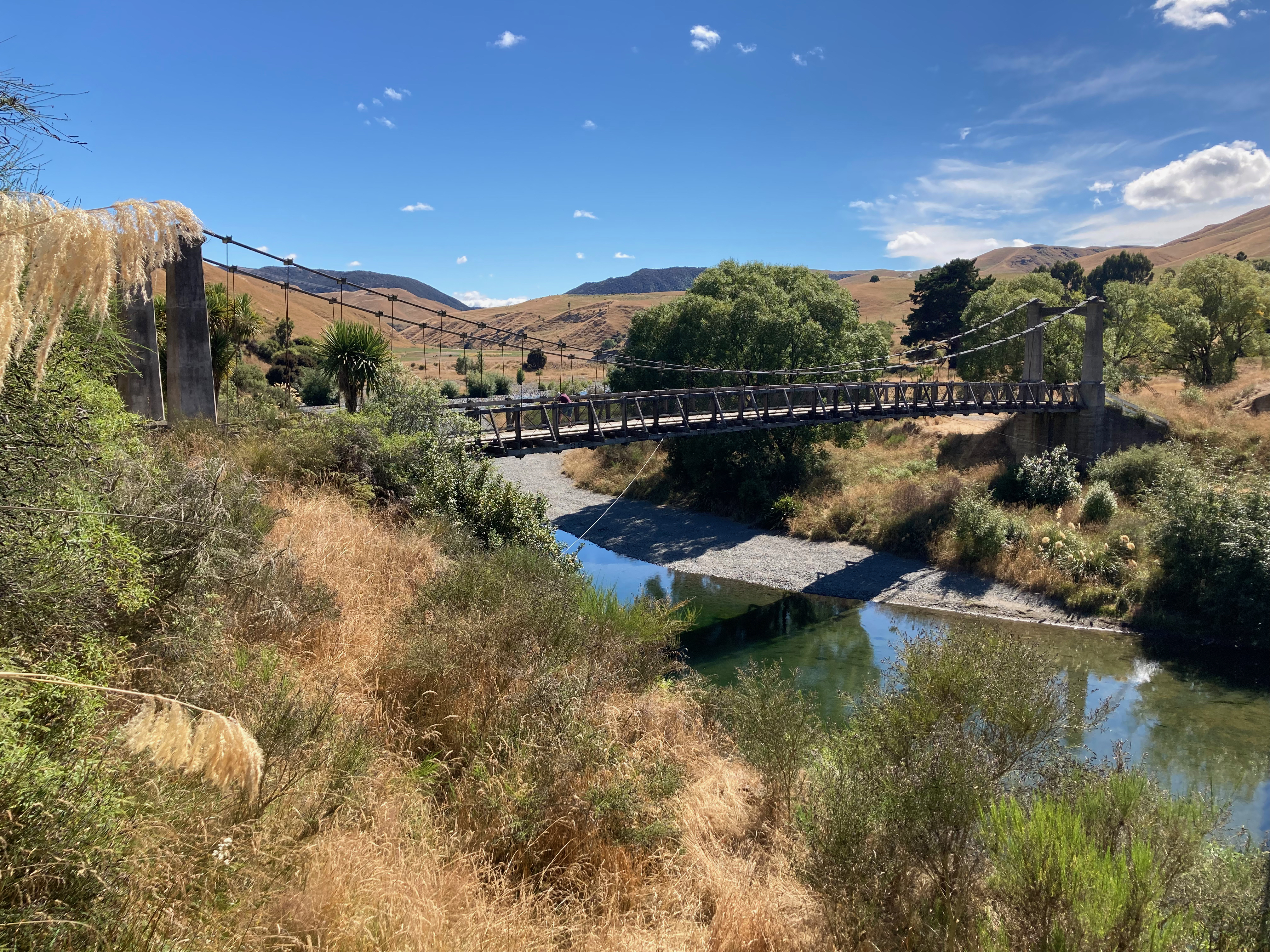
Міст з півдня
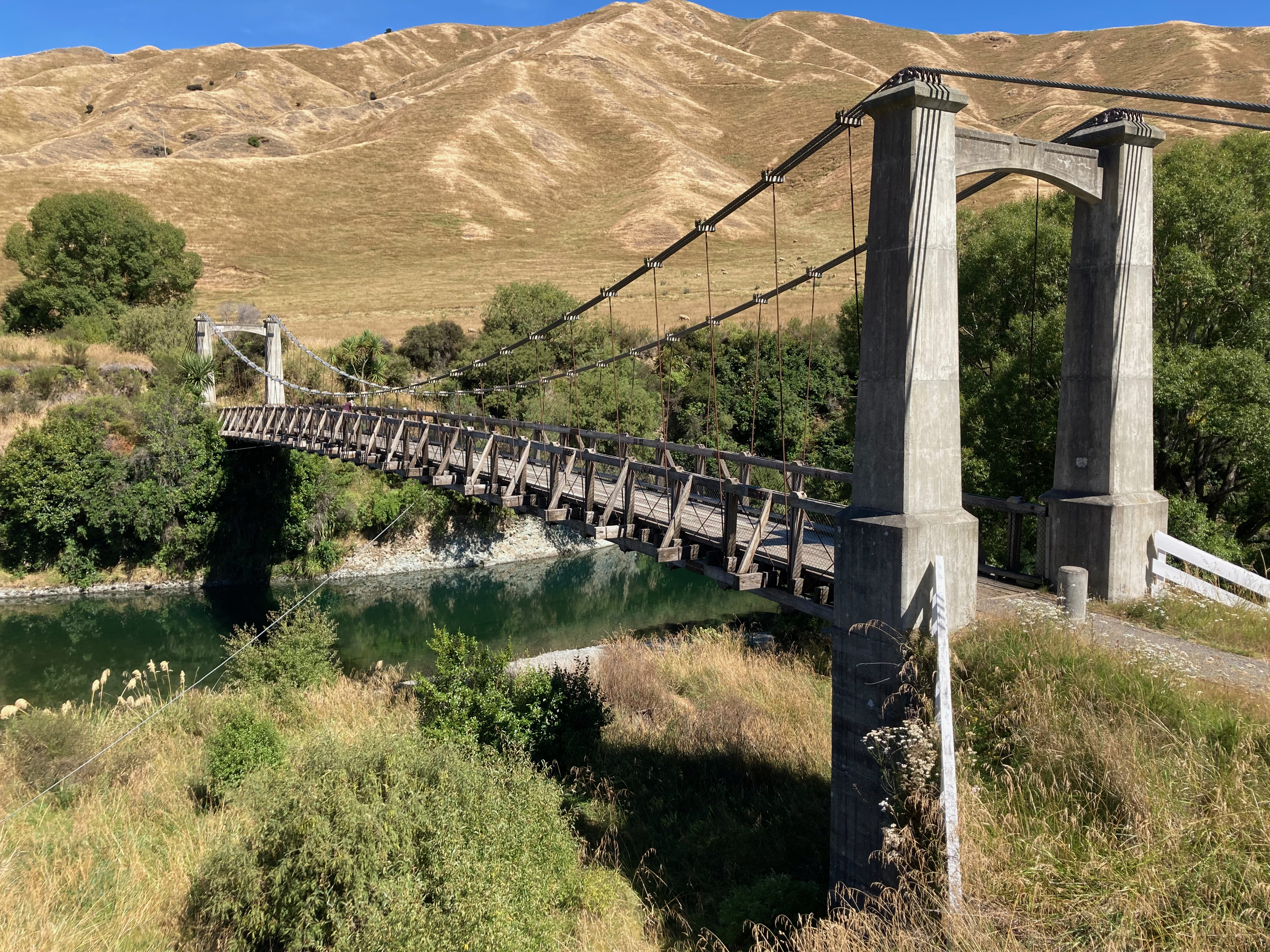
Вид зі сходу на міст
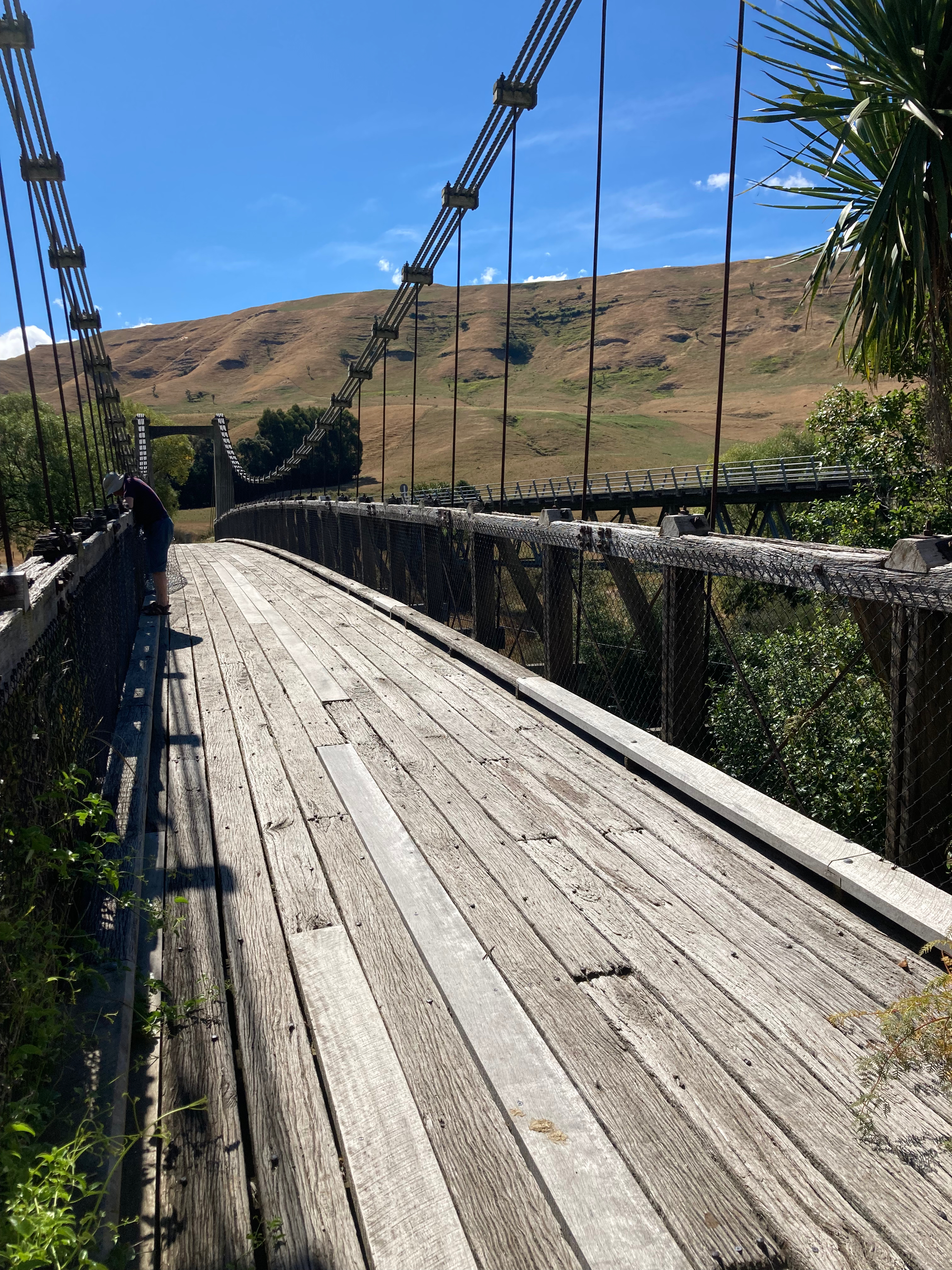
Дерев'яний настил, вид із заходу
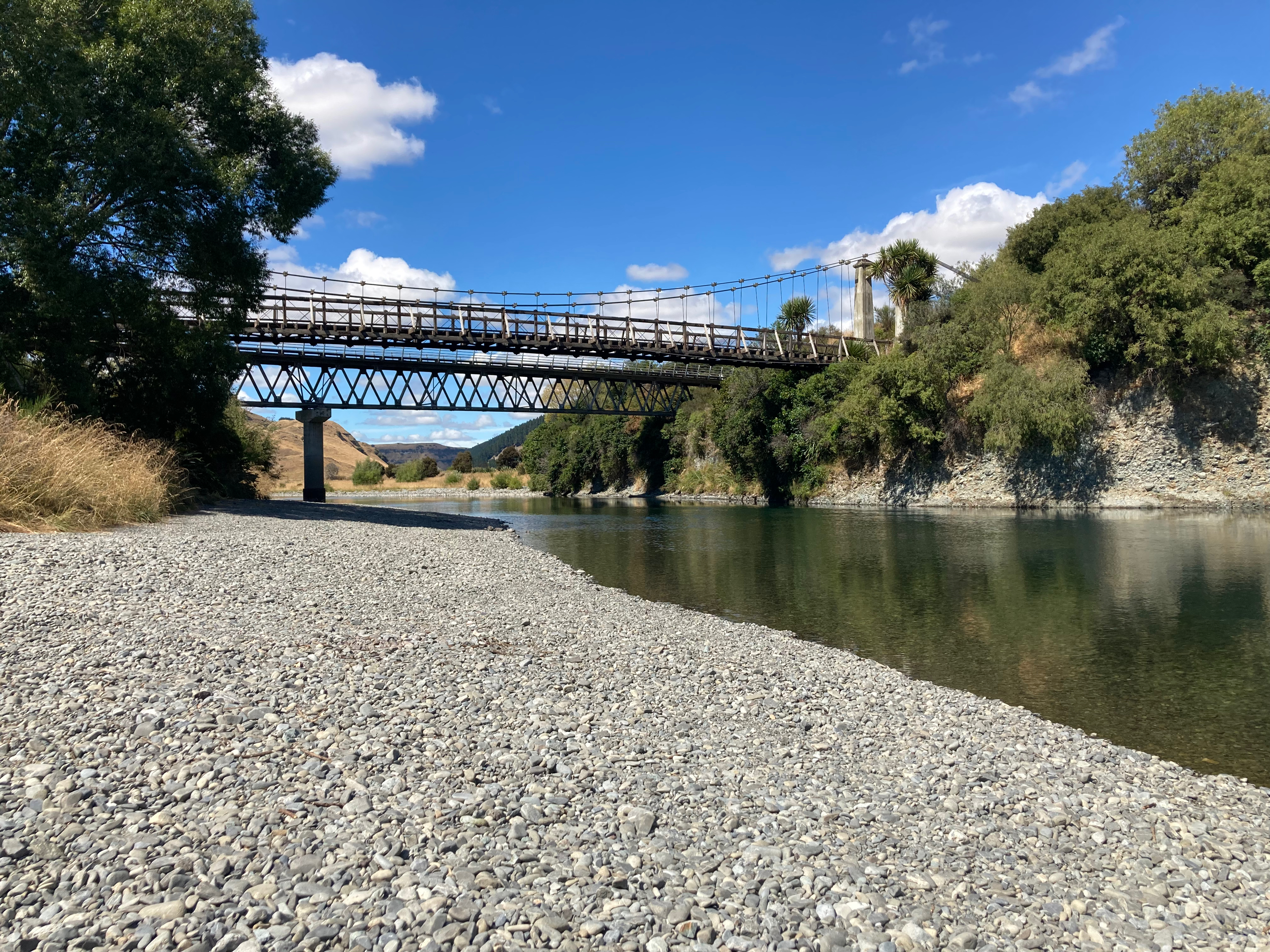
Підвісний міст на передньому плані, сучасний — позаду